# Kanton Évreux-Est
Évreux-Est is een voormalig kanton van het Franse departement Eure. Het kanton maakte deel uit van het arrondissement Évreux. Het werd opgeheven bij decreet van 25 februari 2014, met uitwerking op 22 maart 2015.

## Gemeenten
Het kanton Évreux-Est omvatte de volgende gemeenten:
- Évreux (deels, hoofdplaats)
- Fauville
- Fontaine-sous-Jouy
- Gauciel
- Huest
- Jouy-sur-Eure
- Miserey
- Saint-Vigor
- Sassey
- La Trinité
- Le Val-David
- Le Vieil-Évreux